# Ekbom (musikalbum)
Ekbom är det franska brutal death metal-bandet Benighteds tionde studioalbum, utgivet i april 2024 på Season of Mist.
Då gitarristen Fabien Desgardins hoppat av bandet spelades albumet in som en kvartett.
En musikvideo spelades in till "Scars".

## Låtlista
1. "Prodome" (instrumental) – 1:18
2. "Scars" – 3:14
3. "Morgue" – 3:22
4. "Le vice des entrailles" – 3:05
5. "Nothing Left to Fear" – 2:43
6. "Ekbom" – 3:42
7. "Metastasis" – 3:32
8. "A Reason for Treason" – 3:17
9. "Fame of the Grotesque" – 2:19
10. "Scapegoat" – 2:22
11. "Flesh Against Flesh" – 3:17
12. "Mother Earth, Mother Whore" – 4:28

## Medverkande
Musiker
- Julien Truchan – sång
- Emmanuel Dalle – gitarr
- Pierre Arnoux – basgitarr, bakgrundssång
- Kévin Paradis – trummor

Bidragande musiker
- Xavier Chevalier – sång
- Oliver Rae Aleron – sång

Produktion
- Kristian Kohlmannslehner – producent, inspelningstekniker, mixning, mastering
- Róbert Borbás – albumkonst